# Friedrich von Olivier

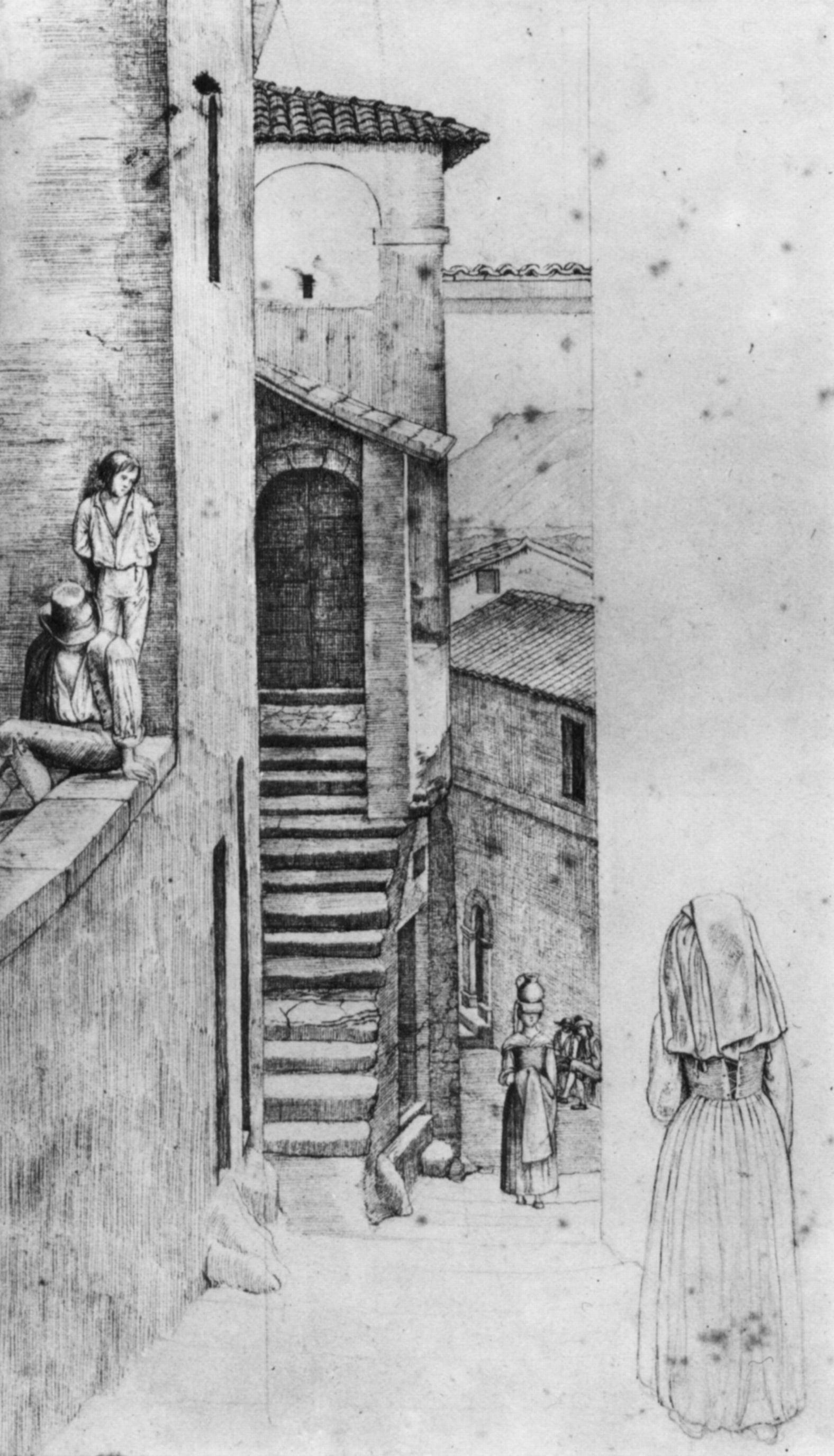
Gasse in Olevano (1819), Staatliche Graphische Sammlung München

Woldemar Friedrich von Olivier (* 23. April 1791 in Dessau; † 5. September 1859 in Dessau) war ein deutscher Maler der Romantik.

## Leben
Friedrich Olivier war der Sohn des Pädagogen Prof. Ferdinand Olivier d. Ä. und dessen Ehefrau, der Opernsängerin Louise Neidhart. Die Maler Ferdinand Olivier und Heinrich Olivier waren seine Brüder.
Gleich seinen Brüdern genoss auch Friedrich Olivier in den Jahren 1801 bis 1802 ersten künstlerischen Unterricht durch Karl Wilhelm Kolbe und Christian Haldenwang. Zusätzlich wurde er in Dessau Schüler beim Hofbildhauer Friedemann Hunold.
Nachdem seine Brüder aus Paris zurück waren, begleitete Friedrich seinen Bruder Ferdinand auf dessen Harzreise und ging mit ihm 1811 nach Wien. Dort besuchte er die Akademie der bildenden Künste. Nachdem sein Bruder Ferdinand die Witwe Margret Heller geheiratet hatte, gab er seinen Haushalt auf und zog zu ihnen.
Nach dem Beginn der Freiheitskriege wanderte Friedrich Olivier zusammen mit Theodor Körner zu Fuß von Wien nach Breslau. Ihr Ziel war das Lützowsche Freikorps, dem sie sich als Freiwillige anschlossen. Nach mehreren Einsätzen in den Niederlanden und in Frankreich besuchte Olivier für kurze Zeit Großbritannien.
1814 kehrte Friedrich Olivier zu seinem Bruder Ferdinand nach Wien zurück. Drei Jahre später begleitete er ihn auf dessen zweiten Reise durch das Salzburger Land. Mit von der Partie waren die Kollegen Philipp Veit, Carl Ludwig Frommel, Johann Christian Rist und Julius Schnorr von Carolsfeld.

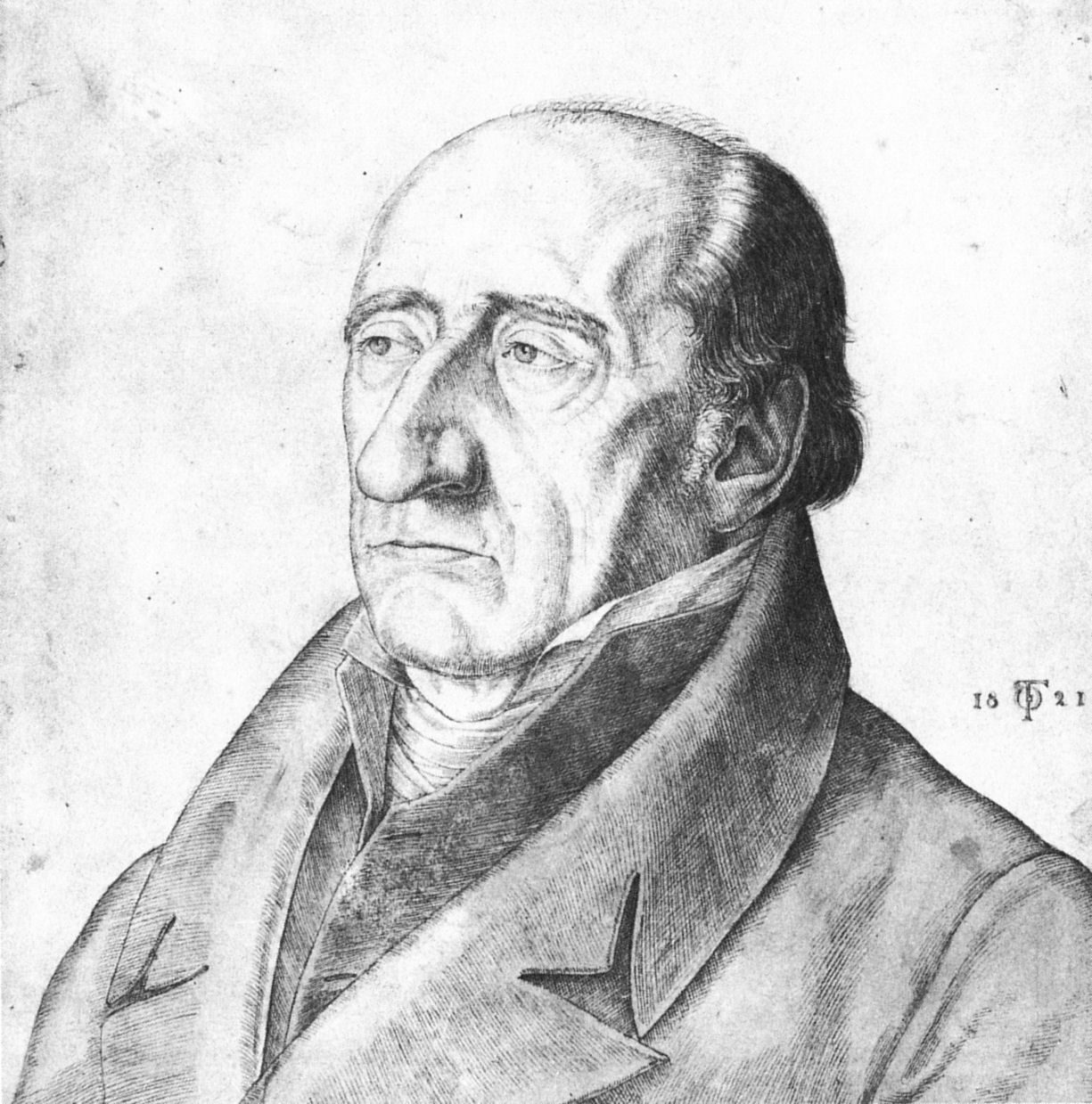
Freiherr vom Stein (Rom 1821)

Am 12. November 1818 ging Olivier zusammen mit Carl Schmidt und Julius Schnorr von Carolsfeld nach Italien. Bei einem längeren Aufenthalt in Florenz machte Olivier die Bekanntschaft des kunstsinnigen Barons Karl Friedrich von Rumohr. In Rom fanden Olivier und Schnorr von Carolsfeld bald Anschluss an Johann David Passavant, Friedrich Overbeck, Peter von Cornelius, Wilhelm von Schadow und Johannes Veit. Zusammen mit Theodor Rehbenitz wohnten sie im Palazzo Caffarelli beim preußischen Botschafter Christian Karl Josias Freiherr von Bunsen.
Über Schnorr von Carolsfeld lernte Friedrich Olivier in Rom auch den Freiherrn vom Stein kennen. Im Auftrage des Naumburger Domherren Immanuel Christian Leberecht von Ampach entstand nach 1820 das Gemälde Christus und die Pharisäer beraten über den Tribut, auch Christus mit dem Zinsgroschen genannt, für den Christus-Zyklus im Naumburger Dom. Nach vier Jahren reiste Friedrich Olivier 1823 wieder nach Wien zu seinem Bruder. 1825 heiratete Olivier dort Fanny Heller, eine Stieftochter seines Bruders Ferdinand. Während seines Aufenthaltes in Wien änderte Friedrich Olivier seinen Malstil dergestalt, dass er fast als Vorgänger von Hans von Marées gelten kann.
Olivier ging nach München und wurde mit Erlaubnis von König Ludwig I. Gehilfe von Julius Schnorr von Carolsfeld. Dieser hatte einen größeren Auftrag in der Residenz zu erfüllen.
Als am 3. März 1848 Friedrich Oliviers Bruder Heinrich starb, ging er zurück in seine Heimatstadt. Er übernahm das elterliche Haus und lebte und arbeitete dort bis an sein Lebensende.
Im Alter von 68 Jahren starb Friedrich Olivier am 5. September 1859 in Dessau.

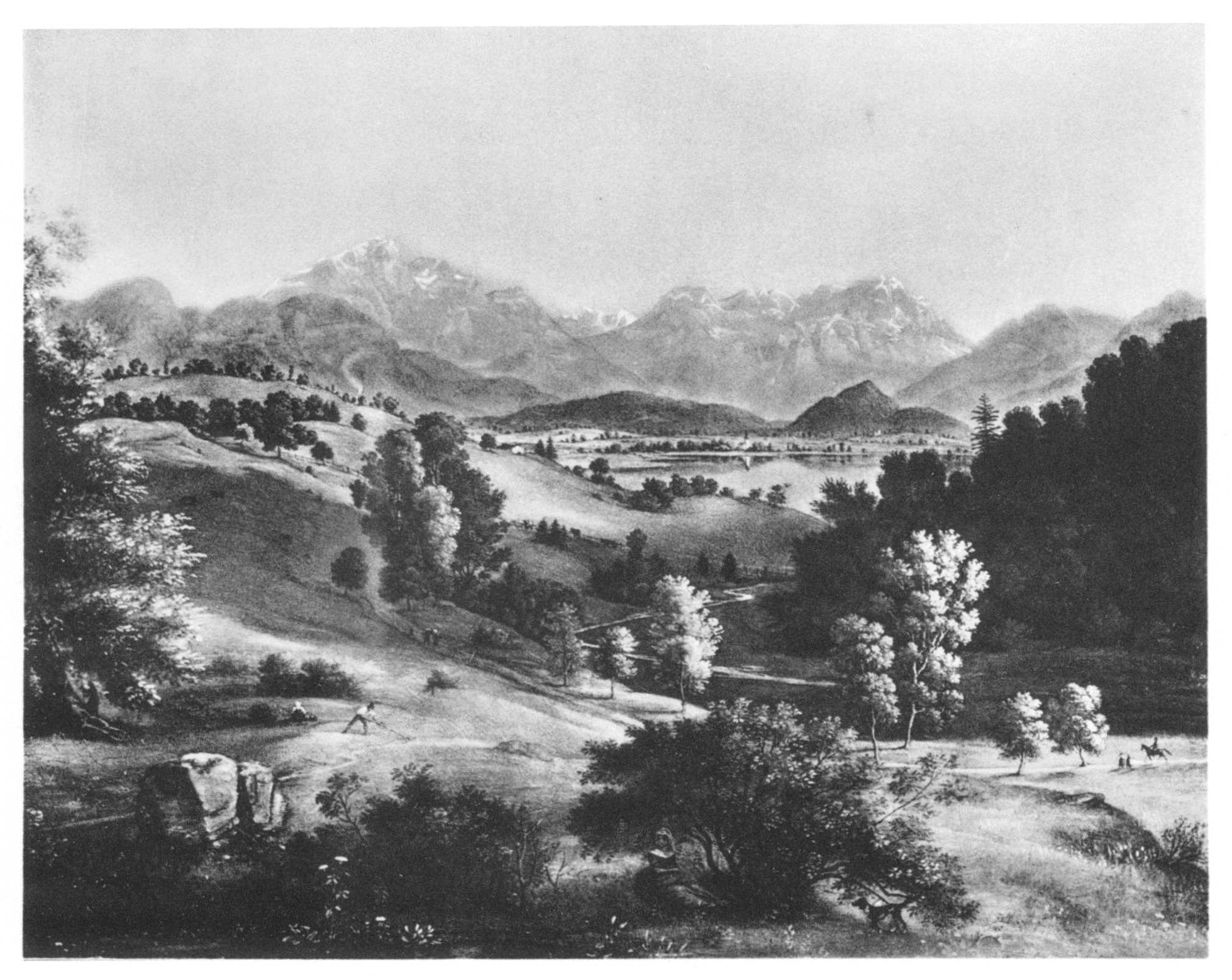
Bayerische Landschaft

Beim Brand des Glaspalastes in München am 6. Juni 1931 gingen mehrere seiner damals dort ausgestellten Werke zugrunde, darunter die „Heimsuchung Mariä“ und „Bayrische Landschaft“.